# Kathrin Boron
Kathrin Boron (ur. 4 listopada 1969 w Eisenhüttenstadt) – niemiecka wioślarka, wielokrotna medalistka olimpijska.
Urodziła się w NRD i do zjednoczenia Niemiec startowała w barwach tego kraju. Brała udział w pięciu igrzyskach (1992–2008) i na każdych stawała na podium, z pierwszych czterech przywożąc po jednym złotym medalu. W 1992 zwyciężyła w dwójce podwójnej, cztery lata później w czwórce podwójnej. W Sydney ponownie sięgnęła po złoto w dwójce, w Atenach w czwórce. W Pekinie wspólnie z koleżankami zajęła trzecie miejsce. Zdobywała tytuły mistrzyni świata (1898, 1990, 1991, dwa w 1997, 1998, 1999, 2001).

## Osiągnięcia
- Złoty medal IO 1992 (Barcelona) – dwójka podwójna
- Złoty medal IO 1996 (Atlanta) – czwórka podwójna
- Złoty medal IO 2000 (Sydney) – dwójka podwójna
- Złoty medal IO 2004 (Ateny) – czwórka podwójna
- Brązowy medal IO 2008 (Pekin) – czwórka podwójna[2]

## Odznaczenia
- Order Zasługi Brandenburgii
- Srebrny Liść Laurowy czterokrotnie (1992, 1996, 2000, 2004)